# Ductus-Bellini-Karzinom

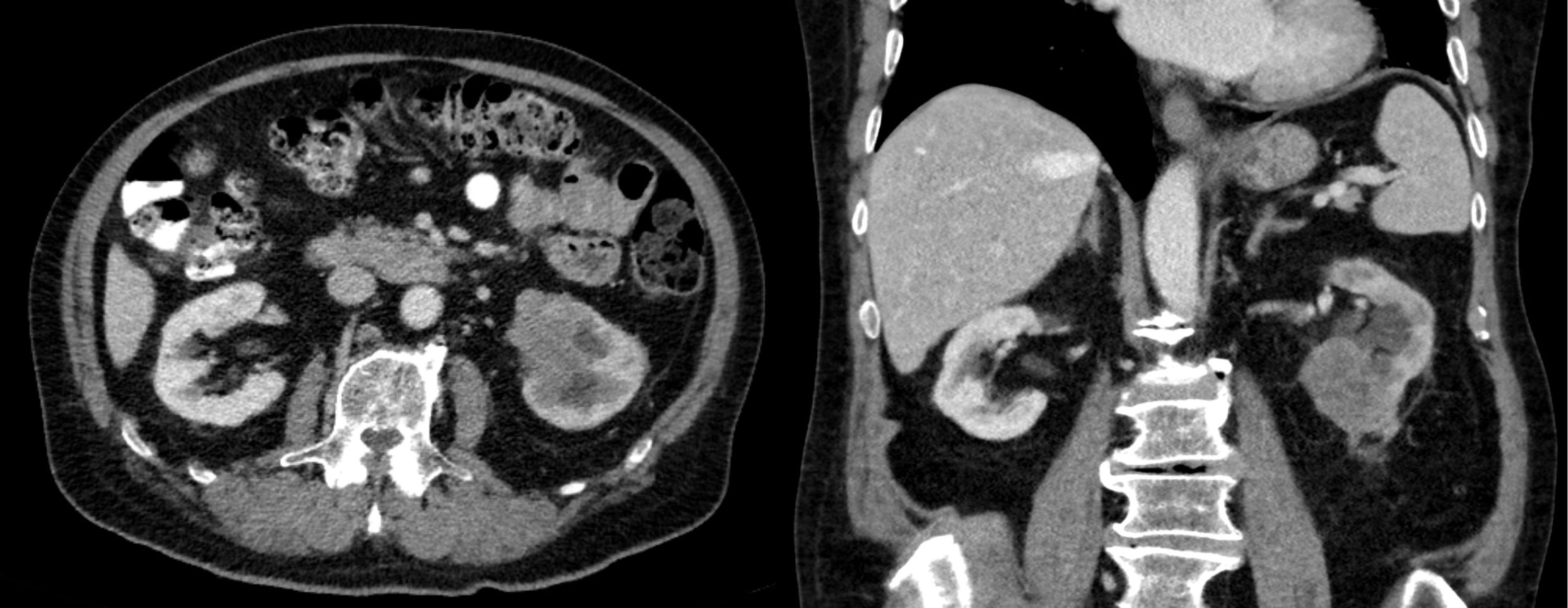
Ductus-Bellini-Karzinom in der Computertomographie axial und coronar bei einem 80-jährigen am unteren Pol der linken Niere. Der Tumor war zu dem Zeitpunkt bereits metastasiert.

Das Ductus-Bellini-Karzinom ist eine sehr seltene Form eines Nierenzellkarzinoms, die von den Sammelrohren (lateinisch Tubulus renalis colligens, Ductus Bellini) ausgeht.
Synonyme sind: Sammelgangkarzinom; Sammelrohrkarzinom; DBK; Ductus-Bellini-Karzinom
Die Bezeichnung bezieht sich auf den italienischen Anatomen und Nieren-Physiologen Lorenzo Bellini.

## Verbreitung
Diese Form macht etwa 1 % aller Nierenzellkarzinome aus.
Bislang wurde über mehrere Hundert Betroffene berichtet, das Alter bei Erkrankung reichte von 13 bis 38 Jahren. Das männliche Geschlecht ist etwa doppelt so häufig betroffen.

## Klinische Erscheinungen
Das klinische Erscheinungsbild und die Diagnostik entspricht dem unter Nierenzellkarzinom Beschriebenem. Diese Tumorform gilt als besonders aggressiv.

## Differentialdiagnostik
Abzugrenzen sind Urothelkarzinome des oberen Harntraktes und papilläre Nierenzellkarzinome.

## Therapie
Die Behandlung erfolgt operativ.